# Гордієнко Петро Павлович
Петро Павлович Гордієнко (1923–1965) — сержант Робітничо-селянської Червоної Армії, учасник Другої світової війни, Герой Радянського Союзу (1945).

## Біографія
Петро Гордієнко народився 15 червня 1923 року в селі Лозівка (нині — Полтавський район Полтавської області України) у селянській родині. 1937 року він закінчив неповну середню школу в селі Валок, після чого працював у колгоспі . У серпні 1941 року Гордієнка призвали на службу до Робітничо-селянської Червоної армії та направили на фронт другої світової війни. Він брав участь у боях на Західному, Брянському, Центральному та 1-му Білоруському фронтах, був поранений та контужений. До січня 1945 року сержант Петро Гордієнко командував відділенням зв'язку штабної батареї 969-го артилерійського полку 60-ї стрілецької дивізії 47-ї армії 1-го Білоруського фронту. Відзначився під час визволення Польщі .
16 січня 1945 року Гордієнко з групою бійців переправився через Віслу за 10 кілометрів на північний захід від Варшави і проклав на інший берег лінію зв'язку, що дозволило забезпечити успіх коригування полкової артилерії. Неодноразово усував пошкодження лінії, при цьому просуваючись крихким льодом, ризикуючи провалитися. Тільки за один день він усунув 15 пошкоджень лінії .
Наказом Президії Верховної Ради СРСР від 24 березня 1945 року за «зразкове виконання бойових завдань командування та виявлених при цьому мужності та героїзму» сержант Петро Гордієнко був удостоєний високого звання Героя Радянського Союзу з врученням ордена Леніна та медалі "Золота Зірка" .
Після закінчення війни Гордієнка демобілізували. Працював головою колгоспу в селі Орданівка Диканського району Полтавської області Української РСР, потім повернувся до рідного села, де працював агрономом. Помер у червні 1965 року, похований у селі Лозівка Полтавського району .
Був також нагороджений низкою медалей.

## Примітка
1. 1 2 3 4  Гордієнко Петро Павлович (рос.). // Сайт «Герои страны».